# ريونوسكي هاياساكا
ريونوسكي هاياساكا (باليابانية: 早坂 龍之介) (مواليد 7 يونيو 1994)، هو لاعب كرة قدم كان يلعب كلاعب وسط.

## وصلات خارجية
- ريونوسكي هاياساكا على موقع رابطة كرة القدم اليابانية للمحترفين (اليابانية)
- ريونوسكي هاياساكا على موقع قاعدة بيانات كرة القدم.إي يو (الإنجليزية)
- ريونوسكي هاياساكا على موقع Soccerway.com (الإنجليزية)